# Mount Vernon (Virgínia)
|  | Per a altres significats, vegeu «Mount Vernon (finca)». |

Mount Vernon és una concentració de població designada pel cens al comtat de Fairfax a l'estat de Virgínia. Segons el cens del 2000 tenia 28.582 habitants.

## Demografia
Segons el cens del 2000, Mount Vernon tenia 28.582 habitants, 10.575 habitatges, i 7.487 famílies. La densitat de població era de 1.450,1 habitants per km².
Dels 10.575 habitatges en un 34,4% hi vivien nens de menys de 18 anys, en un 51% hi vivien parelles casades, en un 15% dones solteres, i en un 29,2% no eren unitats familiars. En el 22,6% dels habitatges hi vivien persones soles el 4,4% de les quals corresponia a persones de 65 anys o més que vivien soles. El nombre mitjà de persones vivint en cada habitatge era de 2,7 i el nombre mitjà de persones que vivien en cada família era de 3,16.
Per edats la població es repartia de la següent manera: un 26,3% tenia menys de 18 anys, un 7,9% entre 18 i 24, un 32,4% entre 25 i 44, un 24,4% de 45 a 60 i un 9% 65 anys o més.
L'edat mediana era de 36 anys. Per cada 100 dones de 18 o més anys hi havia 90,8 homes.
La renda mediana per habitatge era de 61.119 $ i la renda mediana per família de 67.892 $. Els homes tenien una renda mediana de 42.049 $ mentre que les dones 33.543 $. La renda per capita de la població era de 29.299 $. Entorn del 5,3% de les famílies i el 7% de la població estaven per davall del llindar de pobresa.

## Poblacions properes
El següent diagrama mostra les poblacions més properes.